# Смолин, Михаил Борисович
Миха́ил Бори́сович Смо́лин (22 февраля 1971, Ленинград — 23 июля 2025) — российский историк русской консервативной мысли и публицист. Кандидат исторических наук, член Союза писателей России.

## Биография

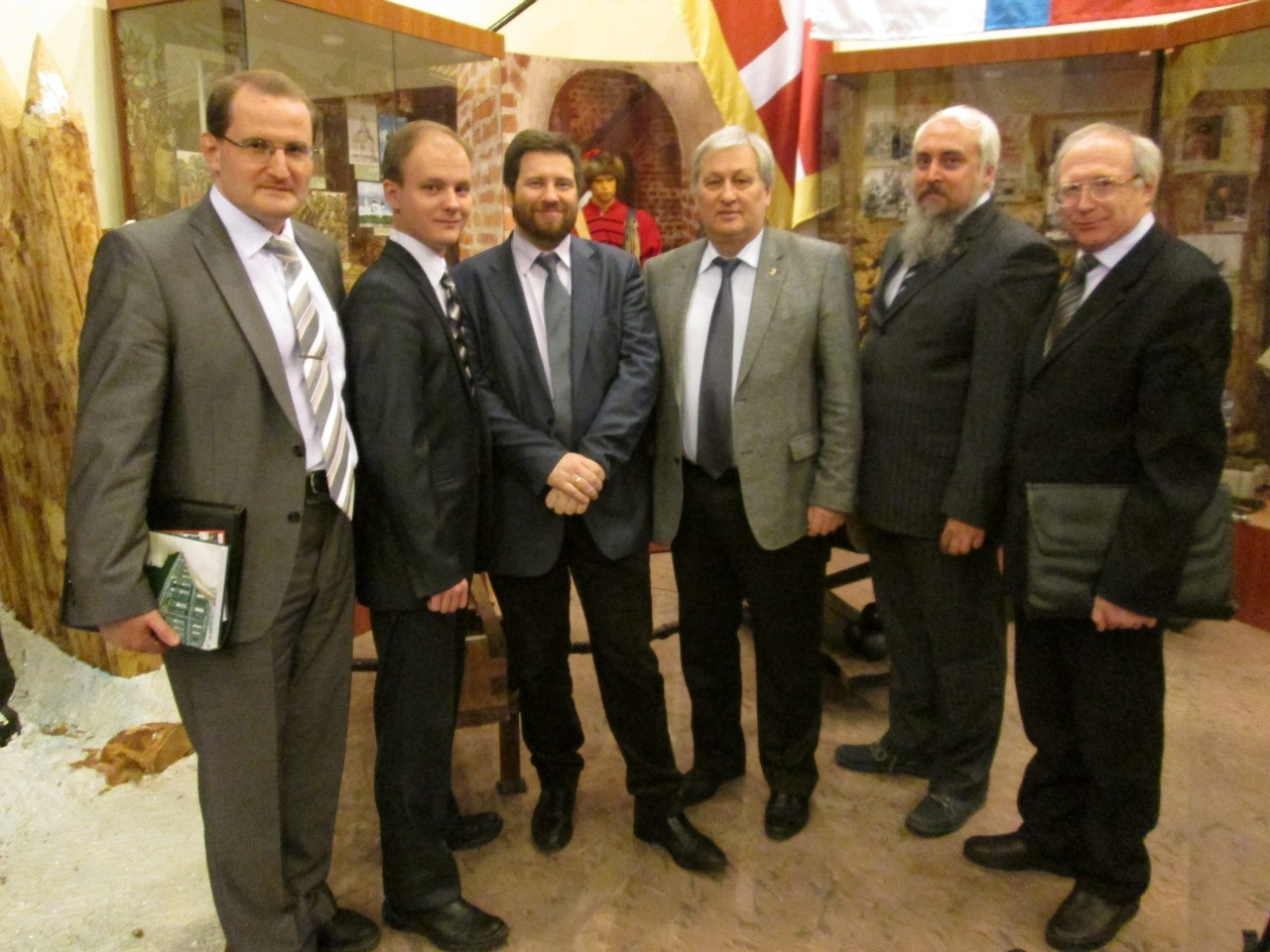
Фото на память участников научно-практической конференции конференции «История, обретаемая вновь: Россия в середине 1910-х — начале 1920-х годов», состоявшейся 11 марта 2013 года в Музее боевой славы г. Коломны. Слева направо: д. и. н. Д. В. Ковалев, Ю. А. Бахурин, к. и. н. П. В. Мультатули, к. и. н. Л. П. Решетников, к. и. н. М. Б. Смолин, к. и. н. Н. С. Ватник

В 1996 году окончил исторический факультет Санкт-Петербургского государственного университета. В 1997 году стал редактором издательского раздела журнала «Москва». В 1999 году занял должность редактора в «Роман-журнале XX в.».
В 2004 году в Санкт-Петербургском государственном университете защитил диссертацию на соискание учёной степени кандидата исторических наук по теме «Государственно-правовые идеи Л. А. Тихомирова» (специальность 07.00.02 — Отечественная история). Официальные оппоненты — доктор юридических наук А. М. Величко и кандидат исторических наук, доцент Л. К. Рябова. Ведущая организация — Новгородский государственный университет имени Ярослава Мудрого.
Является руководителем Православного центра имперских политических исследований, исполнительным директором Фонда «Имперское возрождение», а также главным редактором журналов «Имперское возрождение», «Православное Поволжье», «Вестник Юго-Западной Руси» и редактором-издателем книжной серии «Пути русского имперского сознания», «Православная мысль» и «Имперская традиция».
В своих исследованиях уделяет особое внимание русской имперской идеологии, монархическому движению. Основной целью русского народа на сегодняшний день Смолин видит возрождение православной Российской империи.

Православная Церковь, имперская государственность, русская нация, крепкая многодетная семья — эти консервативные основы до сих пор не обрели осязаемого государственно-политического воплощения, но должны быть наполнены четким для общественного сознания идейным содержанием. Перед нами стоит задача создания идеологической основы будущего возрождения русской имперской государственности.

С 2017 по 2020 год находился в «Царьграде» на разных должностях.
Отец шестерых детей. Скончался 23 июля 2025 года от онкологического заболевания.

## Скандалы
В 2024 году Михаил Смолин на очередном политическом ток-шоу заявил что «узбеков, казахов и азербайджанцев до 1917 года не существовало». Данное высказывание вызвало критику со стороны узбекистанского общества, а вице-спикер парламента Узбекистана Алишер Кадыров призвал ограничить вещание российских каналов, так как «в последнее время мы не слышим ничего, кроме шовинистических высказываний на русском языке…».

## Научные труды
книги
- Очерки имперского пути. Неизвестные русские консерваторы второй половины XIX — первой половины XX века. — М.: Москва, 2000. — 301 с. — 500 экз. — ISBN 5-89097-019-4.
- Энциклопедия имперской традиции русской мысли. — М.: Имперская традиция, 2005. — 447 с. — 2500 экз. — ISBN 5-85134-078-9.
- Русский путь в будущее. — М.: ФондИВ, 2007. — 350 с. — (Имперская традиция). — 2000 экз. — ISBN 978-5-91399-001-3.
- Мастер и Маргарита: коды, ключи, символы. — СПб.: Вектор, 2006. — 187 с. — (Лабиринты истины). — 3000 экз. — ISBN 5-9684-0363-2.
- Взаимоотношения государства и церкви: церковно-правовой взгляд. — М.: РИСИ, 2011. — 28 с. — 250 экз. — ISBN 978-5-7893-0140-1.
- Тайны русской империи. — М.: Вече, 2013. — 446 с. — (От Руси к империи). — 1500 экз. — ISBN 978-5-4444-1498-9.
- Церковь, государство и революция: сборник статей. — М.: РИСИ, 2013. — 93 с. — 350 экз. — ISBN 978-5-7893-0165-4.
- Бог есть, и социализм неправ!: неприятие революции, любовь к Отечеству и собирание Русского Мира. — М.: РИСИ: ФИВ, 2017. — 285 с. — (Книжная серия РИСИ). — 1000 экз. — ISBN 978-5-91862-039-7.

статьи
- Всеобъемлющий идеал Льва Тихомирова // Тихомиров Л. А. Религиозно-философские основы истории. М., 1997. — С. 5—14 (Публикация, вступительная статья и комментарии)
- «Если нам суждено жить, мы должны искать иных путей» // Тихомиров Л. А. Критика демократии. М., 1997. — С. 5—20. (Публикация, вступительная статья и комментарии М. Б. Смолина).
- Государственные идеи Льва Тихомирова // Тихомиров Л. А. Апология Веры и Монархии. М., 1999. — С. 5—18 (Публикация, вступительная статья и комментарии)
- Тихомиров Лев Александрович // Большая школьная энциклопедия «Руссика» / науч. ред. С. В. Перевезенцев, А. В. Шубин. — М.: Олма-пресс, 2002. — (Руссика). — 5000 экз. — ISBN 5-224-03587-2.
- От Бога все его труды // Тихомиров Л. А. Тени прошлого. М., 2000. — С. 5-18. (Публикация, вступительная статья и комментарии М. Б. Смолина)
- Имперский проект социального монархизма Л. А. Тихомирова // Тихомиров Л. А. Церковный Собор, единоличная власть и рабочий вопрос. М., 2004. — С. 5—34 (Публикация, вступительная статья и комментарии).
- Идеологические предпосылки мессианского экспансионизма Румынии во Второй мировой войне // Восточная политика Румынии в прошлом и настоящем (конец XIX — начало XXI вв.) : сборник докладов международной научной конференции [Тирасполь, 24-25 марта 2011 г.]. — Москва : РИСИ, 2011. — 318 с. — 500 экз. — ISBN 978-5-7893-0138-8 — С. 142—155
- Вступительная статья // Украина — это Россия. — М.: РИСИ, 2014. — 431 с. — (Книжная серия РИСИ / Российский ин-т стратегических исслед.). — 1000 экз. — ISBN 978-5-7893-0195-1.